# Bistum Dharmapuri
Das Bistum Dharmapuri (lat.: Dioecesis Dharmapuriensis) ist eine in Indien gelegene römisch-katholische Diözese mit Sitz in Dharmapuri.

## Geschichte
Das Bistum Dharmapuri wurde am 24. Januar 1997 durch Papst Johannes Paul II. mit der Apostolischen Konstitution Totius dominici gregis aus Gebietsabtretungen des Bistums Salem errichtet und dem Erzbistum Pondicherry und Cuddalore als Suffraganbistum unterstellt.

## Territorium
Das Bistum Dharmapuri umfasst den Distrikt Dharmapuri im Bundesstaat Tamil Nadu.

## Bischöfe von Dharmapuri
- Joseph Anthony Irudayaraj SDB, 1997–2012
- Lawrence Pius Dorairaj, seit 2012